# Венкатраман Рамакришнан
Венкатраман Рамакришнан (на тамилски: வெங்கடராமன் ராமகிருஷ்ணன்; на английски: Venkatraman Ramakrishnan) е британско-американски структурен биолог и настоящ президент на Британското кралско научно дружество от 2015 г. Той е лауреат на Нобелова награда за химия от 2009 г., заедно с Томас Щайц и Ада Йонат за тяхната работа върху структурата и функцията на рибозомата.

## Ранен живот и образование
Рамакришнан е роден на 1 април 1952 г. в Чидамбарам, Тамил Наду, Индия в индуистко семейство. Родителите му са учени, като баща му е ръководител на департамента по биохимия към университета Махараджа Сайаджирао в Барода. Когато се ражда, баща му работи по постдокторантурата си в Уисконсинския университет. Майка му е доктор по психология от университета „Макгил“. По-малката му сестра, Лалита Рамакришнан, е професор по имунология и инфекциозни болести към департамента по медицина на Кеймбриджкия университет.
Рамакришнан се премества в Вадодара в Гуджарат на 3-годишна възраст, където завършва средното си образование. През 1971 г. получава бакалавърска степен по физика от университета Махараджа Сайаджирао в Барода. Веднага след като завършва, се премества в САЩ, където защитава докторската си дисертация по физика от университета на Охайо през 1976 г., след като изследва фероелектрическия фазов преход на монокалиевия фосфат. След това две години, изучавайки биология в Калифорнийския университет, Сан Диего, докато преминава от областта на теоретичната физика към биологията.

## Научна дейност
Рамакришнан работи върху рибозомите в Йейлския университет. След постдокторантската си стипендия, той първоначално не успява да намери свободна преподавателска позиция, въпреки че кандидатства в около 50 университета в САЩ.
В периода 1983 – 1995 г. продължава да работи по рибозомите като учен към Брукхейвънската национална лаборатория. През 1995 г. се премества в университета на Юта, където е професор по биохимия, а през 1999 г. заема сегашната си позиция в лабораторията по молекулярна биология към Съвета за медицински изследвания в Кеймбридж.
През 1999 г. лабораторията на Рамакришнан публикува структура с резолюция 5,5 ангстрьома на прокариотната малка рибозомна подединица 30S. През следващата година лабораторията определя пълната молекулярна структура на въпросната подединица и комплексите ѝ с няколко антибиотика. Това е последвано от проучвания, които изясняват структурните механизми, които осигуряват прецизността на протеиновия биосинтез. През 2007 г. лабораторията му определя атомната структура на целия рибозомен комплекс с неговите тРНК и иРНК лиганди. От 2013 г. Рамакришнан използва главно криоелектронна микроскопия за определяне на нови рибозомни структури. Освен това, Рамакришнан работи и по структурите на хистона и хроматина.
Към 2019 г. Рамакришнан има множество цитирани трудове в научните списания Nature, Science и Cell. Той е критик на Брекзит, вярвайки че решението на Великобритания да напусне Европейския съюз уронва репутацията на страната като добро място за научна кариера.
Рамакришнан е член на Британското кралско научно дружество от 2003 г. и на Национална академия на науките на САЩ от 2004 г. От 2008 г. е сътрудник към Тринити Колидж и чуждестранен член на Индийската национална академия на науките. Носител на Нобелова награда за химия от 2009 г. През 2010 г. е награден с Падма Вибхушан. През 2012 г. е посветен в рицарство за заслугите му към молекулярната биология.

## Личен живот
Венкатраман Рамакришнан е женен за Вера Розенбери, авторка и илюстраторка на книги за деца, от 1975 г. Има един син и една доведена дъщеря.